# TV or not TV (programa humorístico)
TV or not TV (también conocido como TV or not TV: Un reciclo de televisión) es un programa humorístico argentino transmitida por TBS el 8 de agosto de 2016

## Reparto
- Luis Rubio - Conductor
- Diego Reinhold
- Mariano Iúdica
- Fabián Doman
- Felipe Pigna
- Martin Vázquez
- Manuel Bóer
- Vito Sasiain
- Antonella Sabatini